# 6051 Anaximenes
A 6051 Anaximenes (ideiglenes jelöléssel 1992 BX1) a Naprendszer kisbolygóövében található aszteroida. Eric Walter Elst fedezte fel 1992. január 30-án.